# Eduard Bruna
Eduard Bruna (* 27. August 1822 in Prag; † 1899) war ein böhmischer Historiker.

## Leben
Der Sohn eines Offiziers besuchte das Gymnasium an der Prager Kleinseite, danach die Karls-Universität, an der er 1845 seine Doktorarbeit in Philosophie schrieb. Er lehrte an der Universität physikalische und mathematische Erdkunde und wurde zum Professor am Lyzeum in Prager Neustadt ernannt. An der Prager Universität hielt er seit 1848 Vorlesungen in tschechischer Geschichte, war 1859 bis 1860 Mitglied des Doktorkollegiums und von 1867 bis 1868 Dekan.

## Werke
1849 schrieb er die Geschichte Böhmens, in der er die Geschichte des Landes von der Zeit vor Christus bis zum Jahr 1848 darstellte.

## Lehre
Als Vertreter der philosophischen Lehre von Augustin Smetana, war er der Überzeugung, dass die Menschheitsgeschichte Gesetzmäßigkeiten unterliegt. Für die Geschichte Böhmens war es seiner Ansicht die stetige Begegnung der Tschechen und Deutschen, aus denen das tschechische Volk als Sieger hervorgeht. Dieses bereichert die Geschichte der Welt mit Liebe, sozialer Freiheit. Er führte damit die Gedanken von Johann Gottfried Herder und František Palacký fort, in denen sich die friedliebenden Slawen und kämpferischen Germanen gegenüberstehen.
In diesem Sinne hob er die Teile der böhmischen Geschichte hervor, in denen die Tschechen im eigenen Land die Oberhand hielten und dadurch die Synthese der slawischen und germanischen Kultur herbeiführten. Dies sollte der tschechischen Nation nationale und politische Freiheit einbringen. Er forderte zum friedlichen Zusammenleben von Deutschen und Tschechen auf dem Gebiet Böhmens auf.